# Риман, Август Евстафьевич
Август Евстафьевич (Густавович) Риман (1804—1866) — вице-адмирал Российского императорского флота.

## Биография
Родился в 1804 году в семье балтийских немцев. Отец его был подполковником, дед — пастором в Германии и Латвии; старший брат Карл Иоганн Вильгельм также посвятил себя военной карьере. 
Воспитание получил в Морском кадетском корпусе, куда поступил 12 августа 1813 года; 8 июня 1818 года он был произведён в гардемарины, 2 марта 1821 года — в мичманы и направлен на Черноморский флот. 
В 1824 году он был переведен в Кронштадт, а затем в 1827 году определён в Морской корпус, где и служил по 19 августа 1842 года, когда был назначен членом Кораблестроительного и учётного комитета Морского министерства. В 1826 году он был произведён в лейтенанты, в 1836 году — в капитан-лейтенанты; 1 января 1846 года был произведён в капитаны 2-го ранга, а 3 апреля 1849 года — в полковники, с зачислением по Адмиралтейству.
19 апреля 1853 года был переименован в капитаны 1-го ранга и снова зачислен во флот, а 27 марта 1855 года был назначен состоять при Кораблестроительном департаменте и заведовал проводкой на камелях линейного корабля «Ретвизан» от Санкт-Петербурга до Кронштадта. 
С 24 ноября 1855 года А. Е. Риман — исправляющий должность капитана над Кронштадтским портом. За отличие 26 августа 1856 года Август Евстафьевич Риман был произведён в контр-адмиралы с утверждением в занимаемой должности и 26 сентября 1858 года был назначен директором Инвалидного Дома на Каменном острове. В 1855 году он был избран президентом церковного совета прихода Святого Михаила. 
1 января 1866 года был произведён в вице-адмиралы, но уже 7 (19) января 1866 года скончался.

## Награды
- Орден Св. Владимира III степени (1 янв. 1858 г.)
- орден Св. Анны 2-й ст.